# سفين غونتر
سفين غونتر (بالألمانية: Sven Günther)‏ (22 فبراير 1974 بتسفيكاو في ألمانيا - ) هو لاعب كرة قدم ألماني في مركز الوسط. شارك مع منتخب ألمانيا تحت 16 سنة لكرة القدم. أما مع النوادي، فقد لعب مع آينتراخت فرانكفورت وإرتسغيبيرغه آوه وكارل زايس يينا ونادي نورنبرغ و1. شفاينفورت 05 ‏ وFSV Zwickau ‏.

## وصلات خارجية
- سفين غونثر على موقع قاعدة بيانات كرة القدم.إي يو (الإنجليزية)
- سفين غونثر على موقع بيانات كرة القدم. دي إي (الألمانية)
- سفين غونثر على موقع عالم كرة القدم.نت (الإنجليزية)